# Anat Fort
Anat Fort (Tel-Aviv, 1970. március 8. –) izraeli dzsesszzongorista, zeneszerző.

| Kattints az alábbi külső linkek egyikére! | Kattints az alábbi külső linkek egyikére! |
| ----------------------------------------- | ----------------------------------------- |
| Nem található szabad kép.(?)              |                                           |
| külső link · jogvédett                    | Anat Fort                                 |

## Pályakép
Anat Fort zenét a New Jersey-i William Paterson Egyetemen tanult, majd 1996-ban New Yorkba költözött, hogy Paul Bley zongorista irányítása alatt továbbfejlesssze improvizációs ismereteit.
Számos sikeres albumot adott ki. Európaszerte és az Egyesült Államokban is több ízben fellépett.

## Lemezek
- Peel (Orchard, 1999)
- A Long Story (ECM, 2007)
- And If (ECM, 2010)
- Birdwatching (ECM, 2016), with Anat Fort Trio
- Bubbles (Hypnote Records, 2019), with Lieven Venken & Rene Hart
- Colour (Sunnyside Records, 2019), with Anat Fort Trio

### Anat Fort Trio
- https://web.archive.org/web/20200213093252/https://www.ecmrecords.com/artists/1435047413/anat-fort